# Antikalin
Antikalini su potencijalno terapeutski proteini iz klase mimetika antitela. Oni su sintetizovani od ljudskog lipokalina koji su familija prirodnih vezivnih proteina. Antikalini su koriste umesto monoklonalnih antitela. Molekulska masa antikalina je oko 20 kDa, dok je molekulska masa antitela oko 150 kDa.

## Struktura
Antikalini su karakteristični po njihovoj strukturi bureta koja je formirana od osam antiparalelnih β-strukova čiji parovi su povezani petljama, i jednog pridruženog α-heliksa. Glavna struktura antikalina je identična sa divljim tipom lipokalina. Konformacione devijacije su prvenstveno locirane na četiri petlje u blizini mesta gde se ligand vezuje.